# Шевченковский район (Запорожье)

Районы города: 1. Александровский 2. Заводский 3. Коммунарский 4.Днепровский 5. Вознесеновский 6. Хортицкий 7. Шевченковский

Шевче́нковский райо́н (укр. Шевче́нківський райо́н) — самый большой район украинского города Запорожья как по площади (98 км²), так и по численности населения. Район граничит с Александровским, Заводским и Коммунарским районами.
Был образован на основании Указа Президиума Верховного Совета УССР от 30 декабря 1962 года выделением из территории Жовтневого района. Назван в честь великого украинского поэта Тараса Григорьевича Шевченко.

## Население
| Дата       | Наличное население | Постоянное население | Источник |
| ---------- | ------------------ | -------------------- | -------- |
| 2012.06.01 | 153 484            | 154 967              | [ 1 ]    |
| 2012.05.01 | 153 500            | 154 983              | [ 2 ]    |
| 2011.06.01 | 154 161            | 155 644              | [ 3 ]    |

### Языковой состав
Родной язык населения по данным переписи 2001 года:
| Язык       | Численность, чел. | Доля     |
| ---------- | ----------------- | -------- |
| Украинский | 68 134            | 43,00 %  |
| Русский    | 88 543            | 55,89 %  |
| Другое     | 1 763             | 1,11 %   |
| Итого      | 158 440           | 100,00 % |

## Инфраструктура
Транспортная инфраструктура района состоит из 48 автотранспортных, 4 трамвайных маршрутов и 2 станций пригородных поездов.
Достаточно большую площадь занимает частный сектор (18,6 тыс. м²), но также очень много и новостроек-многоэтажек. Отчасти считается спальным районом. Состоит из микрорайонов с преобладанием высотных застроек: 1-го, 2-го, 3-го; мелких жилых массивов; микрорайонов частных застроек: Зелёный Яр, Калантыровка (Карантинка), ДД, Дмитровский и пр.
В районе насчитывается 472 улицы и проулка. Жилой фонд района составляет 1627,7 тыс. м², а именно: 566 домов коммунальной собственности, 51 жилищно-строительный кооператив, 8 домов обществ совладельцев, 41 квартальный, 7 уличных и 13 домовых комитетов.
Длина сетей внешнего освещения: 247,5 км воздушных линий, 14,2 км кабельных линий.
Водопроводные сети района составляют 520 км, канализационная сеть — 125 км, трубопроводы обеспечения теплом 69,6 км.
Общая площадь асфальтобетонного покрытия дорог района составляет 1 131 652 м²; твердого покрытия — 1 105 155 м².
На территории района находится 2 памятника градостроительства и 19 памятников архитектуры.
Днём Шевченковского района является 28 декабря.
Код КОАТУУ — 2310137500.

## Промышленность

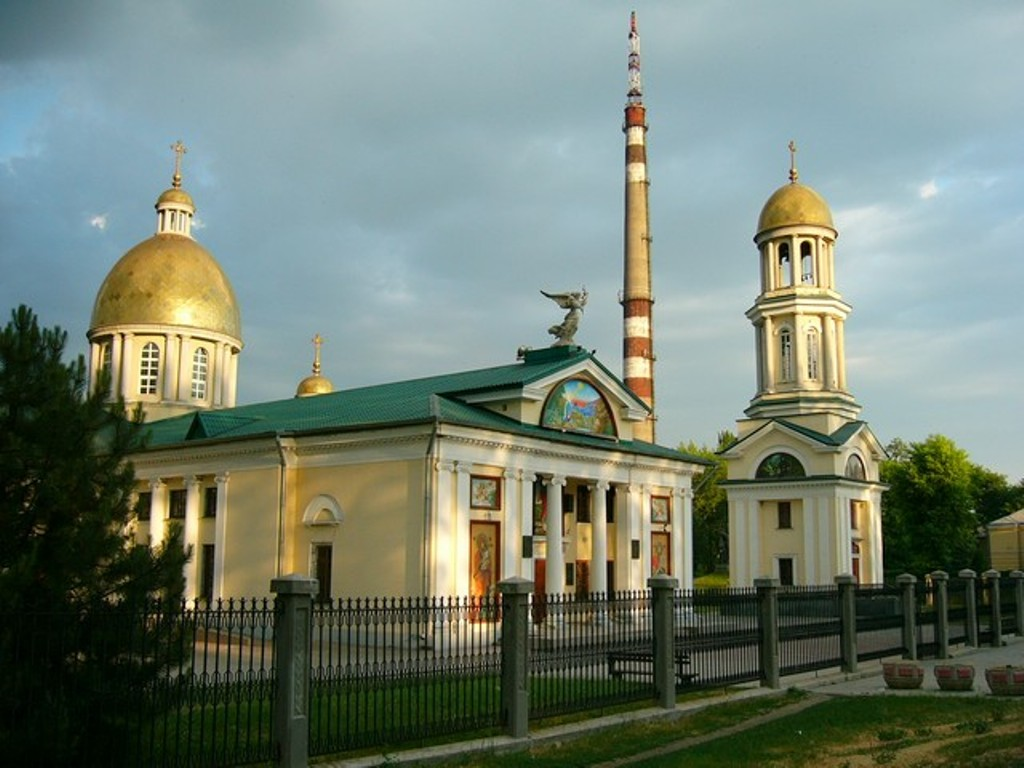
Свято-Андреевский собор на проспекте Моторостроителей,
напротив ОАО «Мотор Сич»

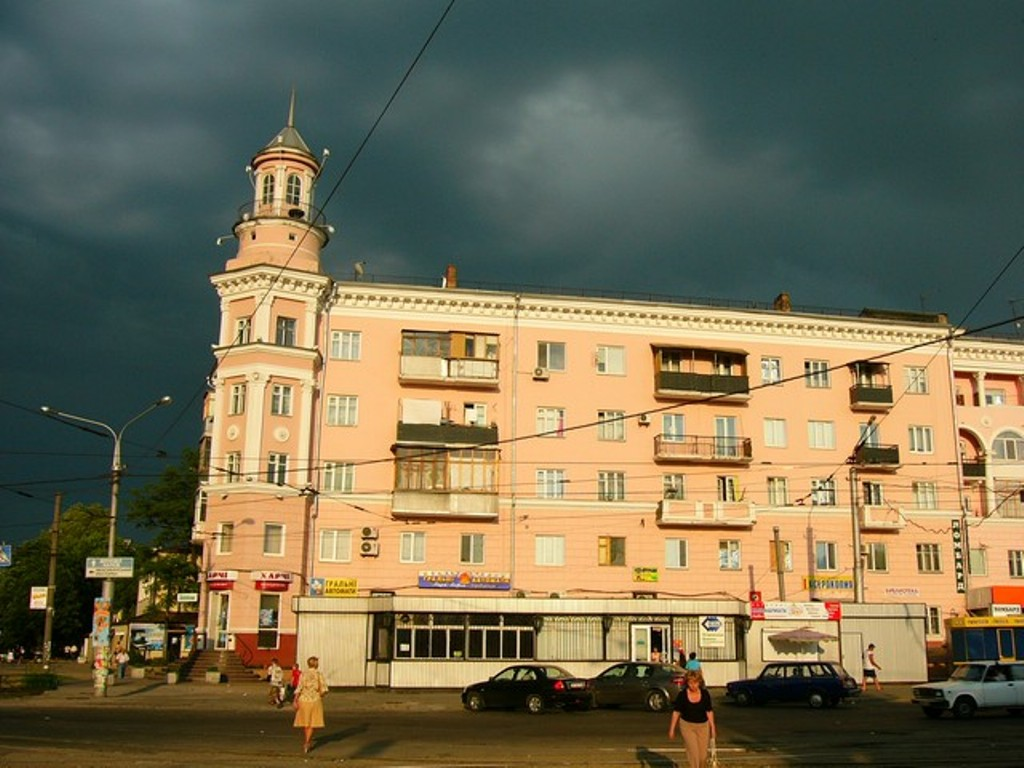
Пересечение ул. Иванова и проспекта Моторостроителей

На территории находится большое количество предприятий и учреждений (торговля, машиностроение, банковская сфера и пр.). В частности, такие предприятия как разработчик авиадвигателей ЗМКБ «Прогресс», центр авиационного двигателестроения ОАО «Мотор Сич», ГП «МиГремонт», КП НПК «Искра», ГП «Международный аэропорт „Запорожье“», ОАО «Запорожский абразивный комбинат», масложиркомбинат, мясокомбинат, компания «Айс Запорожье», хлебокомбинат № 3 и многие другие.

## Образование
На территории района расположены: Запорожский авиационный колледж им. О. Г. Ивченко, 4 профтехучилища, 28 школ, 3 музыкальные школы, 18 дошкольных учебных заведений; а также для детей с различными заболеваниями: 2 школы-интерната, 2 санатория.

## Литература

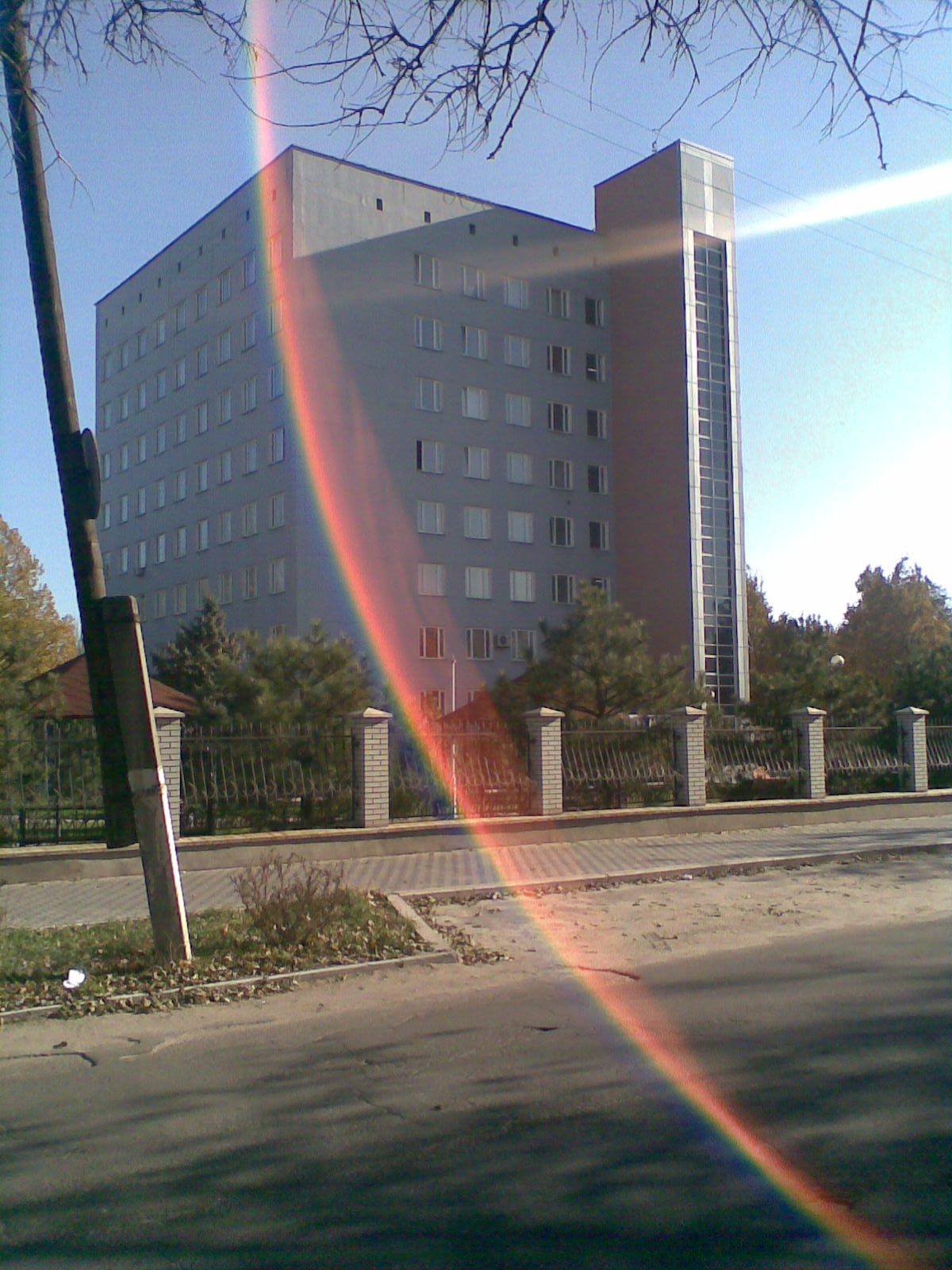
Клиника «Мотор Сич»

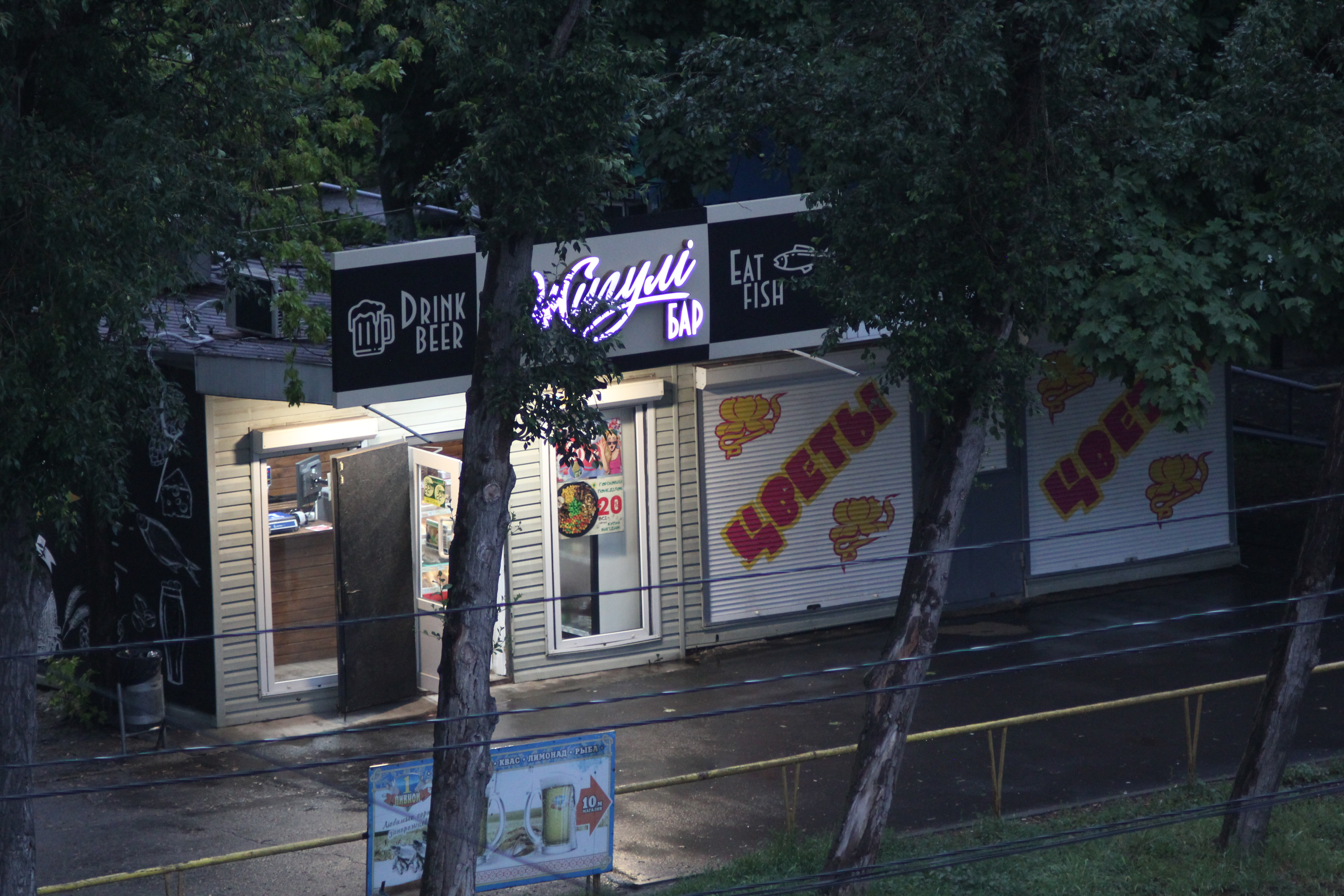
Пивной ларёк Жигули в Шевченковском районе

## Досуг
В распоряжении жителей района находятся: спорткомплекс ОАО «Мотор Сич», плавательный бассейн «Славутич», функционирует 3 СДЮШОР, 6 библиотек, 7 детско-юношеских клубов, 5 центров культуры, отдыха и развлечений. Здесь располагается студия запорожского телеканала ТРК «Алекс».
На территории района находится 3 парка и 10 скверов. Более 15 га занимает детский ботанический сад, где ежегодно более 600 детей могут отдохнуть и поработать в 18-ти бесплатных кружках. Ботанический сад является приятным исключением в центре индустриального Запорожья. В хорошем состоянии парк им. Академика В. Я. Климова площадью 60 га, несколько запущен парк им. Т. Шевченко площадью 52 га. В 2011 г. планировалось открыть парк по ул. Косыгина, 9.

## Медицина
На территории района расположено 8 медицинских учреждений: Городская больница № 2, Городская больница № 8, Городская стоматологическая поликлиника № 5, Центральная районная поликлиника, Родильный дом № 3, Детская поликлиника № 3, Медико-санитарная часть ОАО «Мотор Сич», Медико-санитарная часть КП НПК «Искра». На месте последней в начале 1990-х «Искра» планировала постройку 17-этажного монолитного жилого дома в комплексе жилого массива на улице Магистральной.